# Monica Geller
Monica E. Geller er en af de seks hovedpersoner i tv-serien Venner. Hun bliver igennem hele serien kaldt for Mon. Rollen spilles af Courteney Cox.

## Historie
Monica er lillesøster til Ross Geller og skoleveninde med Rachel Green. Hun er tidligere roommate med Phoebe Buffay og til slut hustru til Ross' kollegie-ven Chandler Bing. I løbet af Venner blev det afsløret, at Monica begyndte voksenlivet som stærkt overvægtig. Hun vejede op til 255 pund i High School. Monica bliver vist som overvægtig (i en stor dragt) i flash-back scener i nogle episoder. Hun er kendt for tit at sige "I KNOW!".
Vi finder ud af, at Monicas initialer er MEG, da hun ser en aktie, med dette navn på børskanalen, og beslutter at sætte sine sidste 127 $ i den. E'et står for Elizabeth.

### Chandler og Monicas forhold
Monica møder Ross' ven Chandler, da de går i skole sammen. Efter Monica hører Chandler kalde hende for fed taber hun sig endelig. Det var Chandler, der oprindeligt foreslog, at hun skulle blive kok, som hun i sidste ende blev. Chandler og Monica begyndte at komme sammen i London i slutningen af sæson 4; de blev blev gift i slutningen af sæson 7. Hun fik ikke ændret sit efternavn til "Bing", bliver det fortalt i sæson 10, episoden "The One With Princess Consuela".

#### Jack og Erica
Jack og Erica er de adopterede børn af Monica og Chandler, født i episoden "The Last One" i sæson 10. Det afsløres, at Monica og Chandler ikke vidste, de ville være tvillinger, indtil de blev født. Chandler foreslår, at opgive en af dem, men Monica nægter og siger: "Vi kan ikke dele dem op. De er vores børn, og de kommer med os." Erica er opkaldt efter sin biologiske mor, og Jack er opkaldt efter Monica og Ross' far, Jack Geller.

### Bofæller
Monica delte oprindelig sin lejlighed med Phoebe, der flyttede ud før serien begyndte, fordi hun frygtede at deres venskab skulle blive ødelagt pga. Monicas neurotiske tanker. I pilot-episoden flytter Rachel ind hos Monica efter at have forladt sin forlovede Barry Farber ved alteret. Monica møder Joey Tribbiani da han (før serien starter) flytter ind hos Chandler, der bor i lejligheden overfor.

## Personlighed
Monica er rengøringsfanatiker, og hun afskyr steder, som ikke er rene. Bare tanken om at et sted ikke er rent, giver hende lyst til at gøre rent det pågældende sted. Hun gør også rent når hun er nervøs.
Når det kommer til spil og gambling er hun en utroligt dårlig taber, og en endnu værre vinder, hvilket man erfarer gennem hele serien. Hun spiller Ping Pong med Phoebes kæreste Mike (Paul Rudd) i 9. sæson, hvor det er meget tydeligt. Hun har også klunket hovederne sammen på Chandler og Phoebe efter et spil Pictionary. For eksempel er det at gøre rent næsten lige så godt som sex for hende. I en episode vil Chandler gerne have sex, men laver den fejl kun at hentyde til det. Dette opfatter Monica som en hentydning til rengøring for at gøre hende glad. På et tidspunkt står Chandler op for at lave noget kaffe, da han ikke kan sove. Men han vil have at Monica også er vågen, fordi han keder sig. Da hun ikke vil stå op, siger han "...and I probably won't spill coffeebeans all over the floor"(og jeg vil formodentlig ikke spille kaffebønner ud over gulvet). Dette får Monoica til at stå op med det samme.